# Campo do Meio
Campo do Meio es un municipio brasileño ubicado en el estado de Minas Gerais, en la región sureste del país. Forma parte de la microrregión de Varginha y se encuentra a una altitud media de 840 metros sobre el nivel del mar. La ciudad es conocida por su agricultura, especialmente por el cultivo de café y caña de azúcar, así como por sus paisajes naturales y tradiciones culturales.

## Historia
La región que hoy comprende Campo do Meio estaba habitada originalmente por pueblos indígenas, quienes vivían en armonía con el entorno y desarrollaron una rica cultura basada en los recursos naturales de la región. Con la llegada de los colonizadores portugueses en el siglo XVIII, comenzaron a surgir asentamientos impulsados por la exploración de minerales y la expansión agrícola. Durante el siglo XIX, la región se consolidó como un importante centro agropecuario, especialmente en la producción de café, un cultivo que se extendió rápidamente gracias a las condiciones climáticas favorables y a la mano de obra esclava.
Posteriormente, a mitad del siglo XIX, comenzó a surgir la localidad de Campo do Meio tal y como la conocemos hoy en día, la cual fue creciendo en torno a un hacienda privada, cuyos dueños y, tras una catástrofe natural, erigieron una capilla dedicada a Nossa Senhora Aparecida, alrededor de la cual se comenzaron a construir algunas casas que dieron origen a la actual comunidad.
El 7 de septiembre de 1923, Campo do Meio fue elevado a la categoría de distrito perteneciente al municipio de Campos Gerais, lo que marcó el inicio de su desarrollo administrativo. Finalmente, el 27 de diciembre de 1948, logró su emancipación política y administrativa, convirtiéndose en un municipio independiente. Este hito fue resultado de la movilización de los habitantes locales, quienes buscaban mayor autonomía para gestionar sus recursos y fomentar el desarrollo de la comunidad.

## Geografía y economía
El municipio de Campo do Meio está situado en una región de transición entre el Cerrado y la Mata Atlántica, lo que le confiere una gran diversidad ecológica. Está rodeado de colinas y valles, y cuenta con diversos ríos y arroyos que forman parte de la cuenca hidrográfica del Río Grande.
La parte más baja de Campo do Meio estaba bañada por los arroyos Sapé, Taboão y Águas Verdes. Con la instalación de la Central Hidroeléctrica de Furnas en 1963, las aguas del río Grande aumentaron su volumen y sus afluentes se extendieron por las zonas bajas, lo que proporcionó al municipio un inmenso lago, llamado Lago de Furnas, el cual baña a diferentes municipios de la región y es la mayor extensión de agua del Estado de Minas Gerais y una de las mayores de Brasil.
Cabe destacar una elevación montañosa conocida popularmente en la ciudad como "Serrinha", cuyo pico se encuentra a unos 1000 metros de altitud. Desde su cima es posible observar toda la ciudad y gran parte de su zona rural.
La economía de Campo do Meio está dominada por la agricultura y la ganadería. El café, producido principalmente en pequeñas haciendas familiares, es uno de los productos más importantes, tanto para el consumo interno como para la exportación. Además, la producción de lácteos, maíz, mango y caña de azúcar también desempeñan un papel destacado en la economía local.
La artesanía también tiene un papel importante en la economía local, destacándose la producción de piezas de cerámica y tejidos artesanales.

## Cultura, festividades y tradiciones
Campo do Meio cuenta con un rico patrimonio cultural que incluye fiestas religiosas, celebraciones populares y expresiones artísticas tradicionales. La Festa de Nossa Senhora Aparecida, conocida como Festa de agosto, en honor a la patrona de la ciudad, es una de las principales festividades locales, atrayendo a fieles de diferentes regiones.
Además, en ese mismo mes de agosto, también tiene lugar la Fiesta del Peón, considerada una de las mayores festividades de la cultura sertaneja de la región, con la participación de artistas destacados de la música popular brasileña, ensalzando la música sertaneja y las danzas tradicionales como parte integral de la identidad cultural de este municipio.
El Carnaval de Campo do Meio también merece especial mención, ya que se celebra a orillas del Lago de Furnas, donde tanto ciudadanos como turistas pueden disfrutar de una interesante infraestructura festiva y turística.

## Clima
Campo do Meio experimenta un clima tropical con estaciones húmedas y secas bien definidas. Durante la temporada de lluvias, que se extiende aproximadamente de octubre a marzo, las precipitaciones son frecuentes, acompañadas de temperaturas cálidas. En la estación seca, de abril a septiembre, las lluvias disminuyen significativamente, y las temperaturas suelen ser más moderadas.
| Parámetros climáticos promedio de Campo do Meio (840 m s. n. m.) (Periodo de referencia: 1994-2024) | Parámetros climáticos promedio de Campo do Meio (840 m s. n. m.) (Periodo de referencia: 1994-2024) | Parámetros climáticos promedio de Campo do Meio (840 m s. n. m.) (Periodo de referencia: 1994-2024) | Parámetros climáticos promedio de Campo do Meio (840 m s. n. m.) (Periodo de referencia: 1994-2024) | Parámetros climáticos promedio de Campo do Meio (840 m s. n. m.) (Periodo de referencia: 1994-2024) | Parámetros climáticos promedio de Campo do Meio (840 m s. n. m.) (Periodo de referencia: 1994-2024) | Parámetros climáticos promedio de Campo do Meio (840 m s. n. m.) (Periodo de referencia: 1994-2024) | Parámetros climáticos promedio de Campo do Meio (840 m s. n. m.) (Periodo de referencia: 1994-2024) | Parámetros climáticos promedio de Campo do Meio (840 m s. n. m.) (Periodo de referencia: 1994-2024) | Parámetros climáticos promedio de Campo do Meio (840 m s. n. m.) (Periodo de referencia: 1994-2024) | Parámetros climáticos promedio de Campo do Meio (840 m s. n. m.) (Periodo de referencia: 1994-2024) | Parámetros climáticos promedio de Campo do Meio (840 m s. n. m.) (Periodo de referencia: 1994-2024) | Parámetros climáticos promedio de Campo do Meio (840 m s. n. m.) (Periodo de referencia: 1994-2024) | Parámetros climáticos promedio de Campo do Meio (840 m s. n. m.) (Periodo de referencia: 1994-2024) |
| Mes                                                                                                 | Ene.                                                                                                | Feb.                                                                                                | Mar.                                                                                                | Abr.                                                                                                | May.                                                                                                | Jun.                                                                                                | Jul.                                                                                                | Ago.                                                                                                | Sep.                                                                                                | Oct.                                                                                                | Nov.                                                                                                | Dic.                                                                                                | Anual                                                                                               |
| --------------------------------------------------------------------------------------------------- | --------------------------------------------------------------------------------------------------- | --------------------------------------------------------------------------------------------------- | --------------------------------------------------------------------------------------------------- | --------------------------------------------------------------------------------------------------- | --------------------------------------------------------------------------------------------------- | --------------------------------------------------------------------------------------------------- | --------------------------------------------------------------------------------------------------- | --------------------------------------------------------------------------------------------------- | --------------------------------------------------------------------------------------------------- | --------------------------------------------------------------------------------------------------- | --------------------------------------------------------------------------------------------------- | --------------------------------------------------------------------------------------------------- | --------------------------------------------------------------------------------------------------- |
| Temp. máx. media (°C)                                                                               | 27                                                                                                  | 26                                                                                                  | 27                                                                                                  | 25                                                                                                  | 23                                                                                                  | 22                                                                                                  | 23                                                                                                  | 25                                                                                                  | 27                                                                                                  | 27                                                                                                  | 26                                                                                                  | 27                                                                                                  | 25.4                                                                                                |
| Temp. mín. media (°C)                                                                               | 20                                                                                                  | 19                                                                                                  | 19                                                                                                  | 17                                                                                                  | 14                                                                                                  | 13                                                                                                  | 12                                                                                                  | 13                                                                                                  | 16                                                                                                  | 18                                                                                                  | 18                                                                                                  | 19                                                                                                  | 16.5                                                                                                |
| Precipitación total (mm)                                                                            | 281                                                                                                 | 173                                                                                                 | 179                                                                                                 | 67                                                                                                  | 46                                                                                                  | 22                                                                                                  | 15                                                                                                  | 19                                                                                                  | 70                                                                                                  | 119                                                                                                 | 205                                                                                                 | 259                                                                                                 | 1455                                                                                                |
| Fuente: INMET: Instituto Nacional de Meteorologia                                                   | | | | | | | | | | | | | |

## Turismo

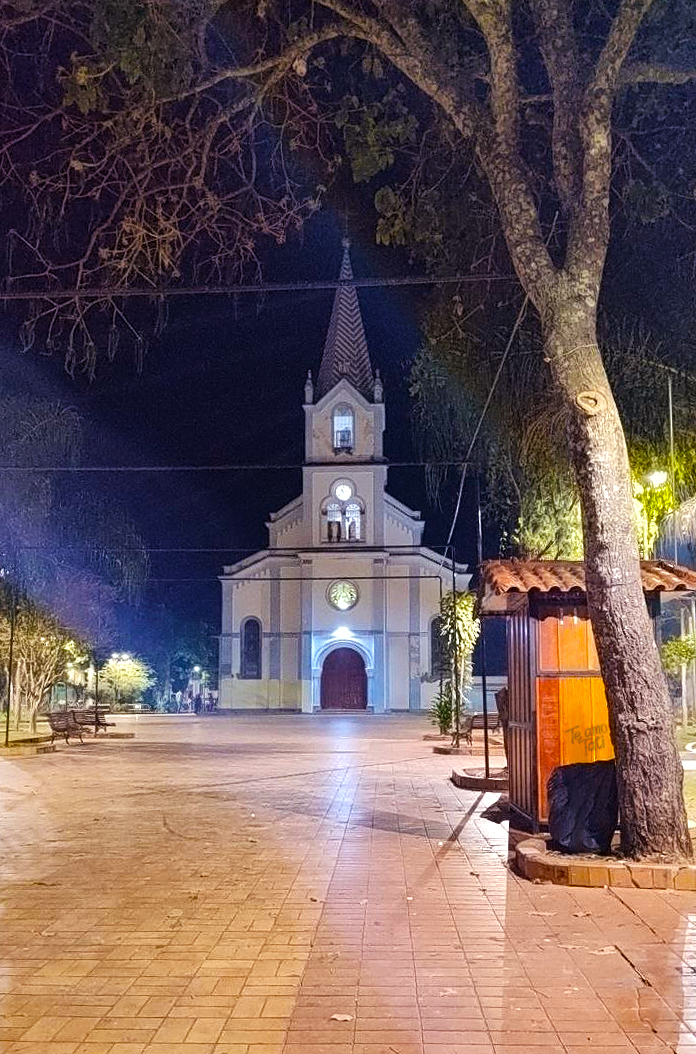
Plaza Coronel Manoel Alves Azavedo.

El turismo en Campo do Meio está vinculado principalmente a su entorno natural y a las actividades rurales. Las fincas cafetaleras ofrecen recorridos para los visitantes interesados en conocer el proceso de producción del café, desde el cultivo hasta la degustación.
Las iglesias de la ciudad también son puntos de interés para los visitantes. Entre ellas destacan la Igreja Nossa Senhora do Rosário y la Igreja Matriz de Nossa Senhora Aparecida. Esta última es especialmente notable durante la Navidad, cuando se convierte en un centro de atención por sus decoraciones y luces navideñas, creando un ambiente festivo que atrae tanto a locales como a turistas.
Asimismo, los paisajes y zonas naturales de la región, con sus ríos y cascadas, son ideales para actividades al aire libre como senderismo y observación de aves, siendo el entorno del Lago de Furnas uno de sus principales atractivos turísticos.
De igual modo, las fiestas y celebraciones mencionadas en el anterior punto sobre cultura no solo representan una manifestación de las tradiciones y costumbres locales, sino que también constituyen un importante atractivo turístico en este municipio, atrayendo a visitantes de distintas regiones de Brasil que desean experimentar de primera mano la riqueza cultural y el ambiente que estas festividades ofrecen.

## Demografía
Según el último censo publicado por el Instituto Brasileño de Geografía y Estadística (IBGE) de 2022, Campo do Meio tiene una población aproximada de 11 377 habitantes, lo que supone un descenso del -0,86 % respecto al censo de 2010 en el constaban 11 476 habitantes, no obstante, según la última estimación del propio IBGE, la población en 2024 estaría aumentando nuevamente, situándose en torno a los 11 624 habitantes.
La mayor parte de la población de Campo do Meio reside en áreas urbanas, concentrándose en el núcleo central del municipio, donde se encuentran los principales servicios públicos, escuelas, comercios y actividades sociales. Sin embargo, una proporción significativa de los habitantes todavía vive en las áreas rurales, donde la vida está marcada por un ritmo más pausado y estrechamente ligado a la naturaleza, ya que la agricultura constituye la principal fuente de sustento de esta región.
| Gráfica de evolución demográfica de Campo do Meio entre 1950 y 2024                                                                     |
| |
| Población residente (1950-2022) según los censos de población del IBGE. Población residente (2024) según la última estimación del IBGE. |

## Infraestructura
Campo do Meio cuenta con una infraestructura básica que incluye escuelas públicas, centros de salud y una red vial que conecta al municipio con ciudades vecinas. Aunque el municipio es pequeño, ha experimentado avances en telecomunicaciones y en la expansión de servicios esenciales en los últimos años, aunque aun cuenta con áreas rurales donde el acceso a algunos servicios, como internet, es limitado.
La infraestructura vial en las áreas rurales es también limitada en algunas zonas, en donde dependen de caminos de tierra en lugar de carreteras pavimentadas. En ocasiones, durante las lluvias intensas, estos caminos se vuelven intransitables por el barro, dificultando el tránsito de vehículos y dejando algunas áreas temporalmente incomunicadas.

## Leyenda de las Almas Gemelas de Campo do Meio
En Campo do Meio existe una leyenda que data de mediados del siglo XX y que cuenta la historia de una joven que soñó con un hombre desconocido a quien encontraba por casualidad en un extraño lugar. Aunque no sabía quién era, sentía una conexión profunda con él. Un día, una anciana del pueblo le dijo que aquel hombre del sueño era su alma gemela y que el destino los uniría, sin importar las distancias.
Poco tiempo después, la joven, que se dedicaba a recopilar informaciones por correspondencia de diversos lugares del mundo, recibió una respuesta por carta desde Europa de un joven español. Según la leyenda ambos sintieron algo casi mágico en sendas cartas y, aunque al principio todo era formal y casual, fueron descubriendo coincidencias y una conexión entre ambos que les dejó asombrados, incluyendo algunos sueños que él había tenido con ella de forma similar. Convencidos de que algo más grande los unía, comenzaron una relación a distancia fortalecida por esta conexión inexplicable.
Finalmente y, tras varios años de relación, lograron encontrarse en persona, y su conexión se hizo aún más evidente. Según la leyenda, vivieron una larga y feliz vida juntos, convencidos de que fueron guiados por el destino y por un amor que trasciende cualquier barrera. Esta historia se convirtió en un símbolo eterno de amor predestinado en la ciudad, inspirando a muchos a creer en las almas gemelas, el destino y en la magia de los encuentros que la vida pone en el camino.